# Iglesia de Santa María (Piasca)
La iglesia de Santa María se encuentra situada en la localidad de Piasca perteneciente al municipio de Cabezón de Liébana, en la comunidad autónoma de Cantabria (España). Perteneció al desaparecido monasterio de Santa María la Real y constituye uno de los más notables testimonios del arte románico cántabro. Fue declarada monumento nacional el 4 de julio de 1930.

## Historia
Inicialmente hubo un monasterio de incierto origen que pudo remontarse al siglo VIII o IX y fue una fundación privada, de cuya existencia en 930 han quedado referencias, en un documento del 25 de julio de ese año en el que se menciona la iglesia en una donación realizada por Teoda y Aragonti en la que la villa de Piasca es donada al monasterio. También se sabe que la abadesa Aylo estaba en 941 al frente de una comunidad monástica mixta o dúplice de 36 religiosas que se regía por la regla de San Fructuoso, y que ese siglo y el siguiente (X y XI) constituyeron una época de esplendor y engrandecimiento. Lo que no se sabe es si en esos primeros años Santa María de Piasca era ya un monasterio bien constituido ya que en 930 se habla de ecclesia (iglesia) y en el 941 de cenobio, aunque no hay dudas de que en ese último año ya estaba organizado como tal.
En el año 945 se tiene constancia de la presencia de monjes en el recinto monástico, desconociéndose cuándo se establecieron hombres en el lugar, ya que fue predominantemente femenino. La dirección del cenobio estuvo siempre a cargo de una mujer, lo que podría significar que un personaje femenino lo fundó, hasta que a finales del siglo XI pasara a depender del monasterio de San Benito de Sahagún. Paulatinamente, las monjas fueron enviadas al monasterio de San Pedro de las Dueñas, en León, hasta que Santa María de Piasca fue exclusivamente masculino. A comienzos de ese siglo, el linaje de los Alfonso empezó a vincularse con el monasterio de Piasca, hasta que a lo largo de la misma centuria se fueron haciendo dueños del cenobio. Dicho linaje acabó entregando todo Santa María de Piasca al monasterio de Sahagún, debido a la decadencia que llevaba acarreando el templo lebaniego.
No es de extrañar que en el siglo XII se decidiera sustituir el viejo templo monacal por una suntuosa iglesia de estilo románico que es la que ha llegado hasta nuestros días con algunas modificaciones. Esta iglesia se dedicó a Santa María, según consta en una inscripción lapidaria existente junto a la portada principal, del 21 de febrero de 1172.

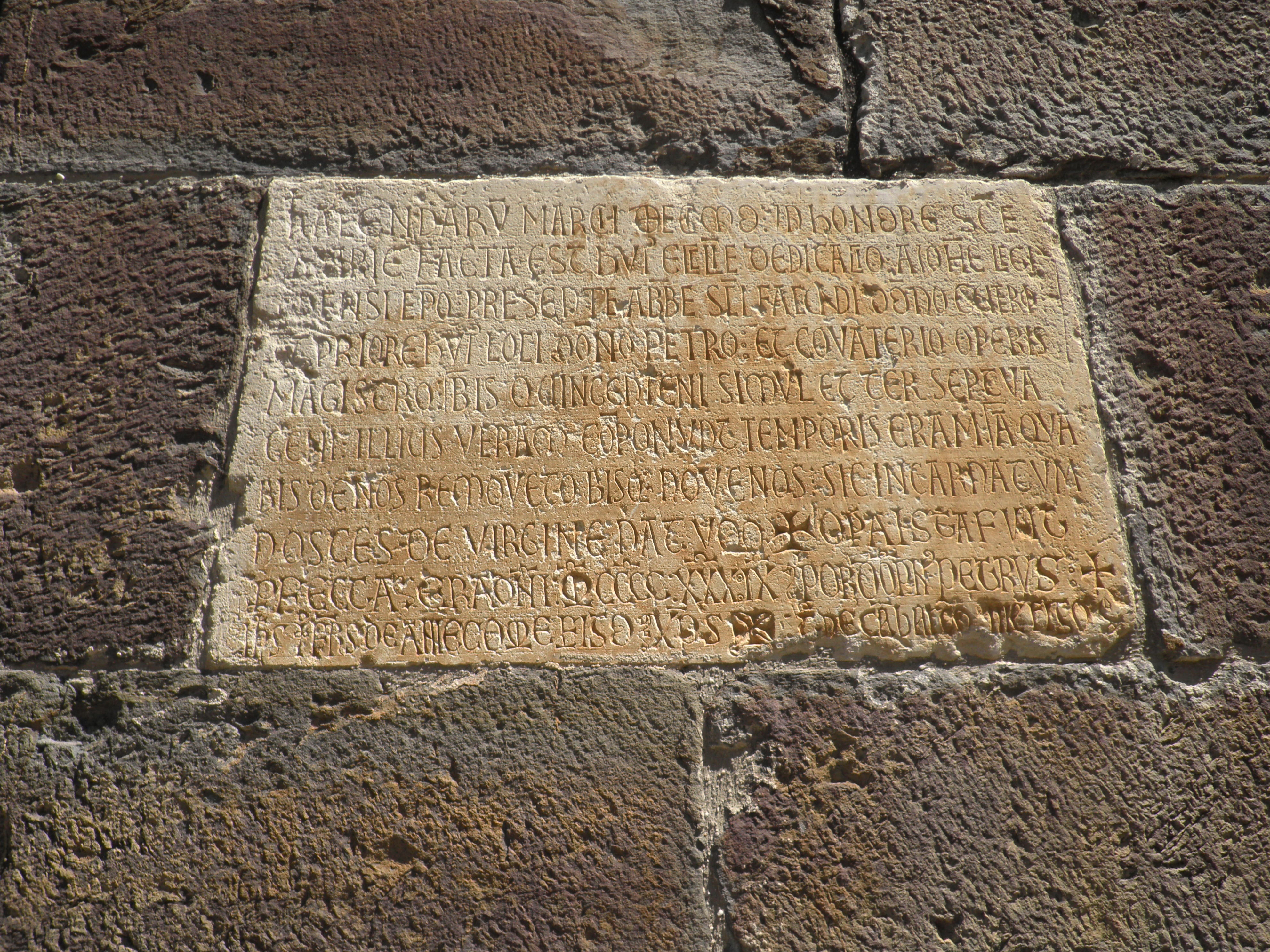
Inscripción sobre la advocación e inauguración de la iglesia en el muro de la fachada

En 1439, según se afirma en esa misma inscripción, se realizaron obras de restauración y reforma que afectaron a las naves y a sus ábsides, de forma que de la primitiva fábrica románica solo persiste la parte inferior de los ábsides, la abundante ornamentación escultórica y las portadas. También en aquella fecha se reconstruyeron las dependencias monásticas situadas en el ala oeste del claustro, siendo éstas las únicas que subsisten parcialmente.
La lápida a la que se ha hecho mención informa además de que la dedicación fue oficiada por el obispo Juan de León, con asistencia del abad de Sahagún, Don Gutierre, y del prior de Piasca, Pedro, y que fue el maestro de la obra un tal Covaterio.

## Descripción

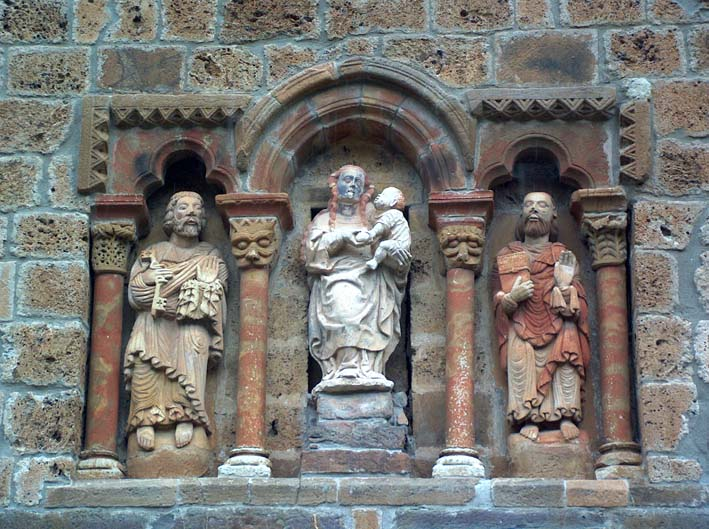
Detalle de la fachada

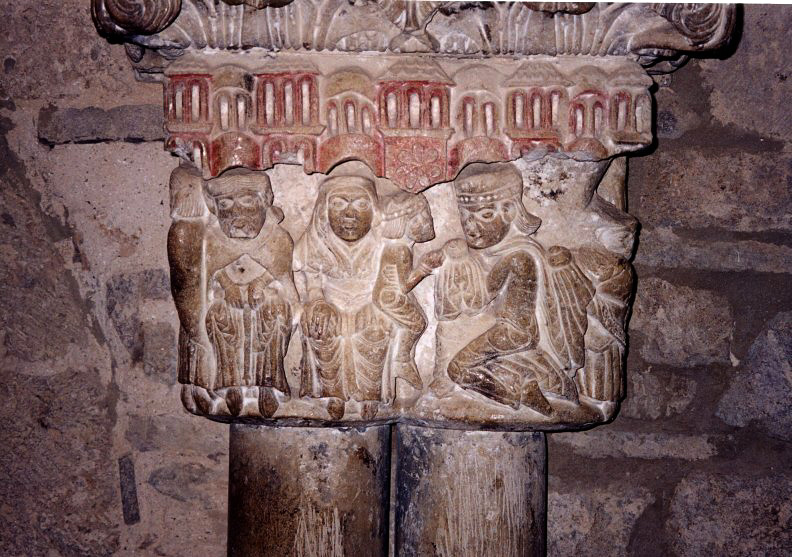
Capitel policromado

Está formada por tres naves de las que, como es habitual, la central es la más ancha. La nave central y la de la derecha rematan sus cabeceras mediante sendos ábsides de planta circular al exterior y poligonal al interior. La nave izquierda también tuvo en su día un ábside en simetría con el del lado opuesto, pero ha desaparecido y ocupa ahora su lugar una sacristía. Las naves se desarrollan en cuatro tramos de los que el primero es de igual anchura que la nave central, dando lugar a un transepto no ostensible al exterior.
Tanto las bóvedas de los ábsides como las de las naves y los cruceros son nervadas y de aspecto netamente gótico, como corresponde a la época en que fueron realizadas (siglo XV), posterior a la de la fábrica románica primigenia.
Junto al altar existen valiosos capiteles que aún conservan algo de color, como uno que representa la adoración de los Reyes Magos al Niño Jesús.
En el exterior, destacan los numerosos contrafuertes y canecillos existentes, así como la monumental espadaña. Posee un doble acceso: la puerta principal se abre a los pies de la nave central, en el imafronte; otra puerta de dimensiones más reducidas permite la entrada por el lado sur, siendo esta la que comunicaría antaño con el claustro del monasterio.

### Las portadas

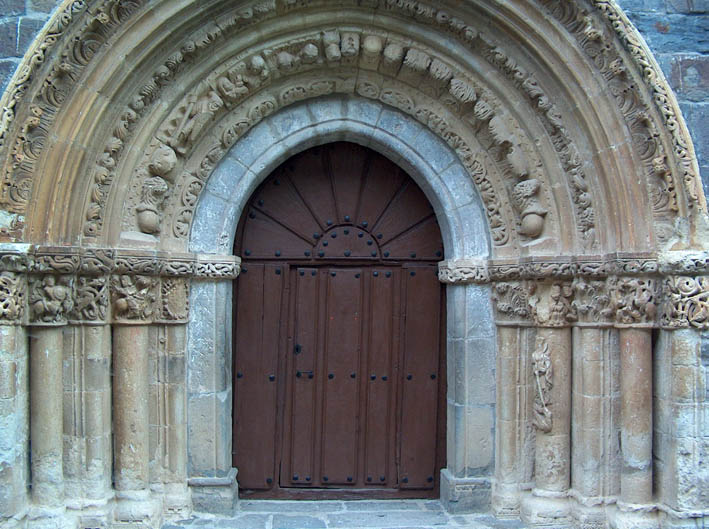
Portada occidental

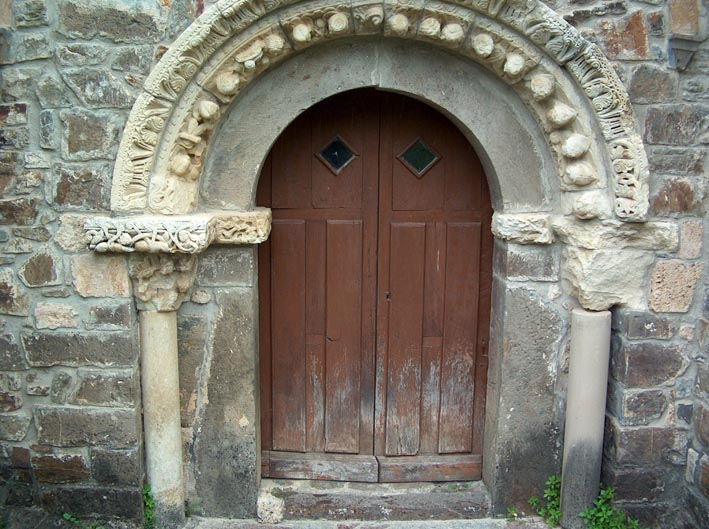
Portada meridional

Son precisamente las portadas los elementos más valiosos y singulares de todo el conjunto por su riqueza iconográfica.
La portada principal, la occidental, está formada por cinco arquivoltas ligeramente apuntadas, de las que la cuarta (contando desde el interior) es de molduras aboceladas, la primera, la tercera y la quinta presentan su dovelaje labrado con motivos vegetales, y, por fin, la segunda arquivolta va tallada con una variada muestra de figuras escultóricas, tales como leones, cabezas humanas y de animales, dos parejas de músicos, etc. Las cinco arquivoltas no apoyan en idénticos soportes: dos de ellas lo hacen sobre columnas de fuste circular, mientras que las otras tres descargan sobre ángulos del muro cuyas aristas forman un cuarto bocel a modo de columnilla entrega. En todo caso, a uno y otro lado de la portada existen cinco capiteles y sobre ellos un cimacio corrido o imposta, muy decorada, que avanza por las jambas de la puerta. Los capiteles muestran espléndidas tallas de gran relieve de variada y magnífica iconografía: dragones alados, centauros, grifos y toda clase de animales mitológicos y quimeras, así como una escena que pudiera ser La Anunciación. Como nota de originalidad, uno de los fustes del lado derecho lleva labrada una imagen de San Miguel en lucha con el demonio.
Sobre esta portada se ha conservado de la fachada primitiva una pequeña galería de tres arcos ciegos, el central de medio punto y los laterales lobulados, que alojan dos tallas románicas representativas de San Pedro -portando las llaves que le simbolizan- y San Pablo -con un libro en el que se lee «PAULUS»-, y otra del siglo XVI que muestra a la Virgen con el Niño en brazos.
De menor tamaño y mérito, aunque no carente de interés, es la portada meridional, también llamada puerta del cuerno, que comunicaba el templo con el claustro del desaparecido monasterio de Santa María la Real. Dos arquivoltas de medio punto descansan sobre una única columna a cada lado, con interposición de un capitel y un amplio cimacio. Todo ello ornado con roleos, motivos vegetales y, cada dovela de la arquivolta interior, con diversas representaciones de figuras humanas.